# 大同魁星楼

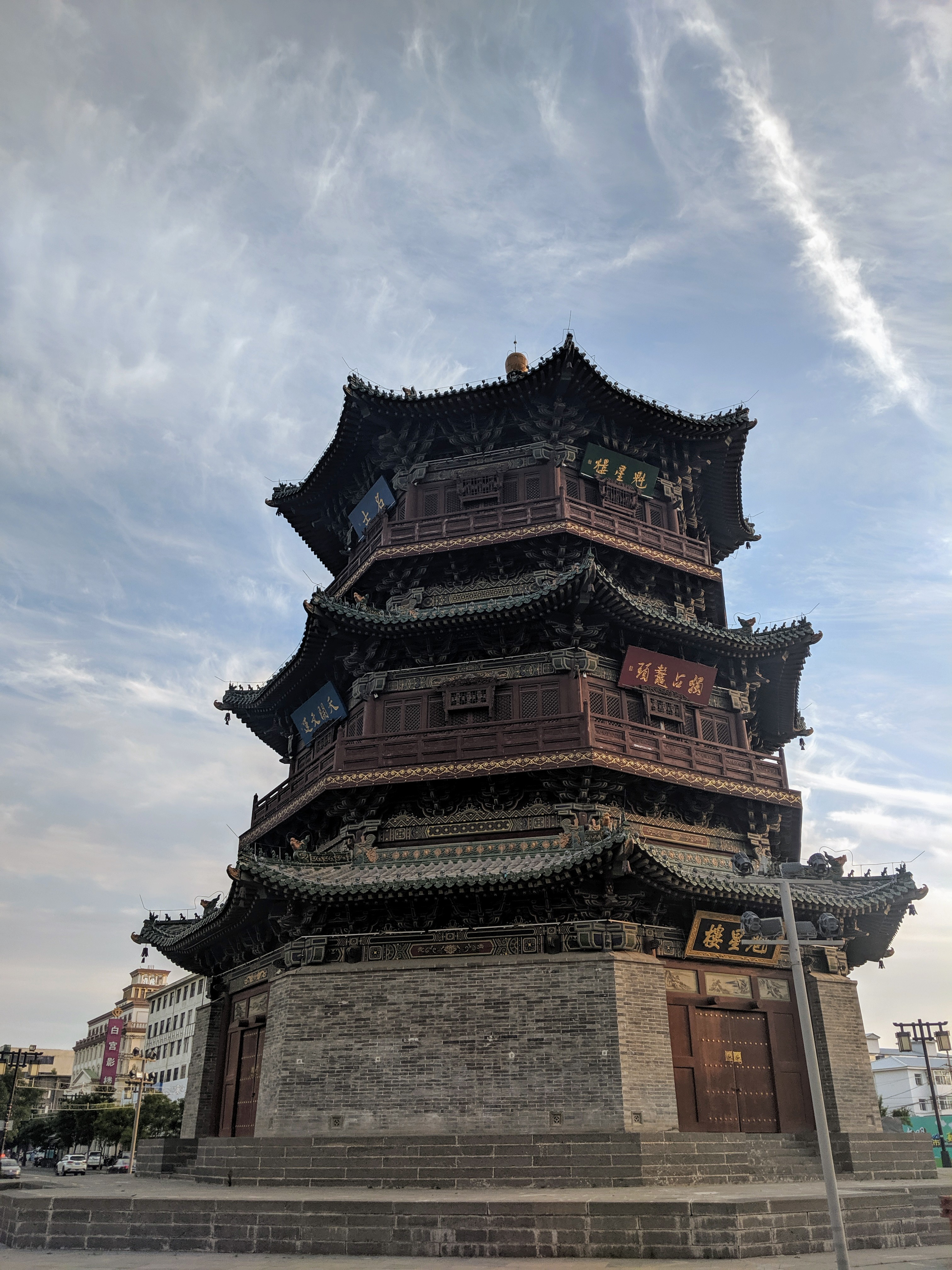
大同魁星楼

大同魁星楼位于山西省大同市平城区武定街古城区武定街与大十字街交叉路口，为古城北部的标志性建筑，与城南永泰街大同鼓楼、城西清远街大同钟楼及城东和阳街太平楼呼应。
大同魁星楼原为大同县文庙的附属建筑。大同县文庙原与府文庙在一处，明初共设于城东南的云中驿，万历三年(1575)巡道冯子履在城西北隅另建县学。明万历三十八年（1610年）十月，知县陈不伐在县文庙东南、武定街与大墙后街交汇口处，建魁星楼，意在“邀灵通气”，兴学育贤，使贤士从登、科甲蝉联、教化日新。清乾隆三十六年(1771年)，知县虔礼宝、教谕郎克谦重修。民国23年（1934年）和太平楼毁于兵火。
2012年，大同市政府启动复建魁星楼，2013年建成。复建的魁星楼又名魁星文化博物馆，为大同市博物馆分馆。这是一座盔项楼阁式建筑，五层三檐、明三暗二，底层十字穿心通街，正八边形平面，高31.24米。